# Martin Buchtík
Martin Buchtík (* 1984 Praha) je český sociolog, od roku 2018 ředitel společnosti STEM.

## Život
V letech 2004 až 2007 studoval sociologii a sociální politiku na Fakultě sociálních věd Univerzity Karlovy a získal tak bakalářský titul. V letech 2007 až 2009 poté studoval na téže fakultě sociologii i v magisterském studiu a získal tituly magistr a doktor filozofie. V letech 2009 až 2016 absolvoval na Univerzitě Karlově doktorské studium a na jeho konci tak obdržel titul Ph.D. Během studia se zaměřoval na metodologii výzkumu v sociologii. Než se v roce 2018 stal ředitelem agentury STEM, působil od března 2012 do října 2016 jako výzkumný pracovník (v letech 2013 až 2015 také jako vedoucí) CVVM a od ledna 2017 do března 2018 jako výzkumník politické oblasti ve společnosti Median. V letech 2007 až 2016 zároveň přednášel na FSV UK, kde paralelně sám studoval. V letech 2008 až 2012 pracoval v soukromých analytických společnostech.
Je autorem řady sociologických studií pojednávajících o různých tématech, přičemž zejména se zaměřoval na téma kvality života, životní styl Čechů a na problematiku formování veřejného mínění. Vyjadřoval se v celé řadě různých médií v souvislosti s aktuálními politickými i společenskými tématy, které z titulu ředitele agentury STEM komentuje. Opakovaně se například objevil ve vysílání CNN Prima News, kde popisoval průzkumy aktuálních politických preferencí či nálad ve společnosti.